# ペン・クエーカーズ
ペン・クエーカーズ（英: Penn Quakers）は、アメリカ合衆国のペンシルベニア大学のスポーツ競技チーム。NCAAディビジョンI所属。

## 競技チーム
| 男子スポーツ           | 女子スポーツ       |
| ---------------------- | ------------------ |
| 野球                   | バスケットボール   |
| バスケットボール       | クロスカントリー   |
| クロスカントリー       | フェンシング       |
| フェンシング           | フィールドホッケー |
| フットボール           | ゴルフ             |
| スプリントフットボール | 体操               |
| ゴルフ                 | ラクロス           |
| ラクロス               | ローイング         |
| ローイング             | サッカー           |
| サッカー               | ソフトボール       |
| スカッシュ             | スカッシュ         |
| 水泳・飛込             | 水泳・飛込         |
| テニス                 | テニス             |
| 陸上                   | 陸上               |
| レスリング             | バレーボール       |
|                        |                    |